# Didelphis imperfecta
Didelphis imperfecta (Portugees: Gambá-de-orelha-branca-da-guiana; Saramaccaans: Awari) is een zoogdier uit de familie van de Opossums (Didelphidae). De wetenschappelijke naam van de soort werd voor het eerst geldig gepubliceerd door Mondolfi & Pérez-Hernández in 1984. De soort komt voor in Venezuela (ten zuiden van de Orinoco), Suriname, Frans-Guiana, Guyana en noordelijk Brazilië (Roraima). De soort werd lang als een populatie van de witooropossum (Didelphis albiventris) gerekend.

## Uiterlijke kenmerken
De dieren bereiken een kop-romplengte van 31,7 tot 39 cm, hebben een staart van 30 tot 41 cm en bereiken een gewicht van 0,6 tot 1,2 kg. Mannetjes en vrouwtjes hebben een andere schedelvorm. De dorsale vacht is zwart of grijs. Het bestaat uit twee lagen haar, een onderste laag gevormd door geelachtig witte haren en een bovenlaag die meestal wit is maar zwarte uiteinden heeft. Als de uiteinden van het haar mat zijn, ziet de vacht er over het algemeen grijs uit, met glanzende uiteinden ziet de vacht er zwartachtig uit. De lichaamszijden en buik zijn vuilwit, de onderkant van de kin tot de borst is geelachtig. De kop is lichtgrijs, witachtig of geelachtig. Het donkere maskerpatroon dat typisch is voor opossums is minder uitgesproken in deze soort dan in de witooropossum (Didelphis albiventris). Het maskerpatroon is meer ontwikkeld in de grijze fenotype dan in de zwarte. De oren zijn groot en zwartachtig, met witte uiteinden. Bij jonge dieren kunnen de oren ook volledig wit zijn. De voor- en achterpoten zijn zwart, ook de staart is zwart, maar de punt van de staart is geelachtig wit. Een derde van de staart in de buurt van het lichaam is behaard, de rest is kaal.

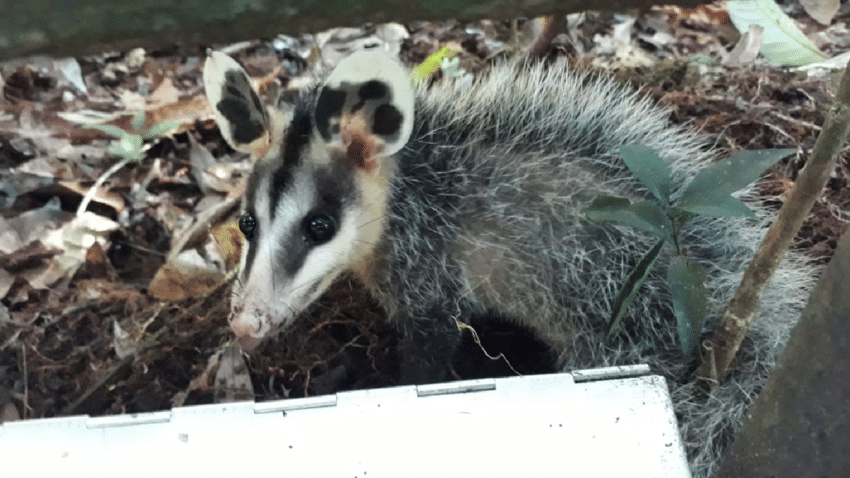
Vrouwtje
Parque nacional natural El Tuparro in Colombia

## Habitat en levenswijze
De soort komt voor in tropische en subtropische groenblijvende bossen op hoogtes van 100 tot 2200 meter boven zeeniveau. In het oosten van Venezuela leeft het zowel in het laaglandregenwoud als op de tepuis, op overstromingsvlakten en in savannes. Ze leven zowel op de grond als in bomen en struiken. Tot nu toe is er niets bekend over voeding en is er weinig bekend over voortplantingsgedrag. Vrouwtjes zijn in alle maanden behalve november met juvenielen gezien. De meeste vrouwtjes die jongen bij zich droegen, werden gezien in de maanden december tot mei. Het aantal jongen per worp varieert van een enkele tot negen individuen.